# Peribatodes huebneri
Peribatodes huebneri là một loài bướm đêm trong họ Geometridae.